# Mi estrella de la suerte
Mi estrella de la suerte (en chino: 福星高照) es una película de acción y comedia de 1985 de Hong Kong dirigida por Sammo Hung. Es la segunda película de la saga Lucky Stars, y está protagonizada, además de Hung, por Jackie Chan y Yuen Biao.

## Sinopsis
El policía encubierto "Músculos" (Jackie Chan) recluta a sus amigos de la infancia para viajar a Japón y ayudarlo a atrapar a un grupo de Yakuza.

## Reparto
| Actor        | Personaje  |
| ------------ | ---------- |
| Sammo Hung   | Eric       |
| Richard Ng   | Sandy      |
| Charlie Chin | Herb       |
| Eric Tsang   | Roundhead  |
| Stanley Fung | Rawhide    |
| Jackie Chan  | Muscles    |
| Yuen Biao    | Ricky Fung |